# Audilio Aguilar Aguilar
Audilio Aguilar Aguilar (Distrito Administrativo de Canazas, Veráguas, Panamá, 4 de agosto de 1963) é um clérigo católico romano e bispo de Santiago de Veraguas, Panamá.

## Biografia
Aguilar estudou filosofia no seminário maior de Guayaquil (Equador) e teologia católica no seminário de San José (Costa Rica). Em 4 de agosto de 1990 foi ordenado sacerdote. Ele então estudou direito canônico na Pontifícia Universidade Lateranense, em Roma. Foi também, entre outras coisas, vigário paroquial e diretor espiritual no Seminário menor diocesano, pároco em Canazas, diretor espiritual dos movimentos Cursillo e Communione e Liberazione, formador no Seminário Maior de San José e secretário adjunto da Conferência Episcopal no Panamá, chanceler diocesano e pároco em Sona (Diocese de Santiago de Veraguas). Desde 2003 é pároco de San Miguel Arcangel e juiz do tribunal eclesiástico do Panamá.
Papa Bento XVI nomeou-o Bispo de Colón-Kuna Yala em 18 de junho de 2005. O núncio apostólico no Panamá, Giambattista Diquattro, concedeu-lhe a consagração episcopal em 6 de agosto do mesmo ano. Os co-consagradores foram o Arcebispo do Panamá, José Dimas Cedeño Delgado, e o ex-bispo de Colón-Kuna Yala, Carlos María Ariz Bolea CMF.

Em 30 de abril de 2013, o Papa Francisco nomeou Aguilar como Bispo de Santiago de Veraguas. A posse ocorreu em 30 de junho do mesmo ano.